# José António de Quadros
José António de Quadros (Santo Amaro, Velas, ilha de São Jorge —?) foi produtor Agrícola em terras próprias e militar do exército português na especialidade de infantaria.

## Biografia
Prestou serviço no exército português, no Regimento de Guarnição nº 1, aquartelado na Fortaleza de São João Baptista, no Monte Brasil, junto à cidade de Angra do Heroísmo.
Foi um médio detentor de terras na localidade de Santo Amaro, concelho de Velas, costa sul da ilha de São Jorge e também nas fajãs da costa Norte da ilha de São Jorge, nomeadamente na Fajã da Ponta Furada, e Fajã de Vasco Martins, onde produzia vinho de várias castas, particularmente da casta conhecida regionalmente, como "Vinho de cheiro", que era vendido principalmente na vila das Velas.
Nessas mesmas fajãs, em sítios específicos do ponto de vista de adaptação Ambiental, autênticos biótopos únicos das fajãs,  a que era chamado "fontes de inhames" produzia inhames de grande qualidade que eram vendidos em diferentes locais da ilha com predominância para a vila das Velas.

## Relações Familiares
Casou com D. Maria Josefa de Jesus, de quem teve:
1. Manuel António da Silveira (Santo Amaro, Velas, ilha de São Jorge —?), casou com D. Maria de São José também conhecida como Margarida Josefa da Silveira.